# Gymnotus anguillaris
Gymnotus anguillaris är en fiskart som beskrevs av Jacobus Johannes Hoedeman 1962. Gymnotus anguillaris ingår i släktet Gymnotus och familjen Gymnotidae. Inga underarter finns listade i Catalogue of Life.